# Felpa

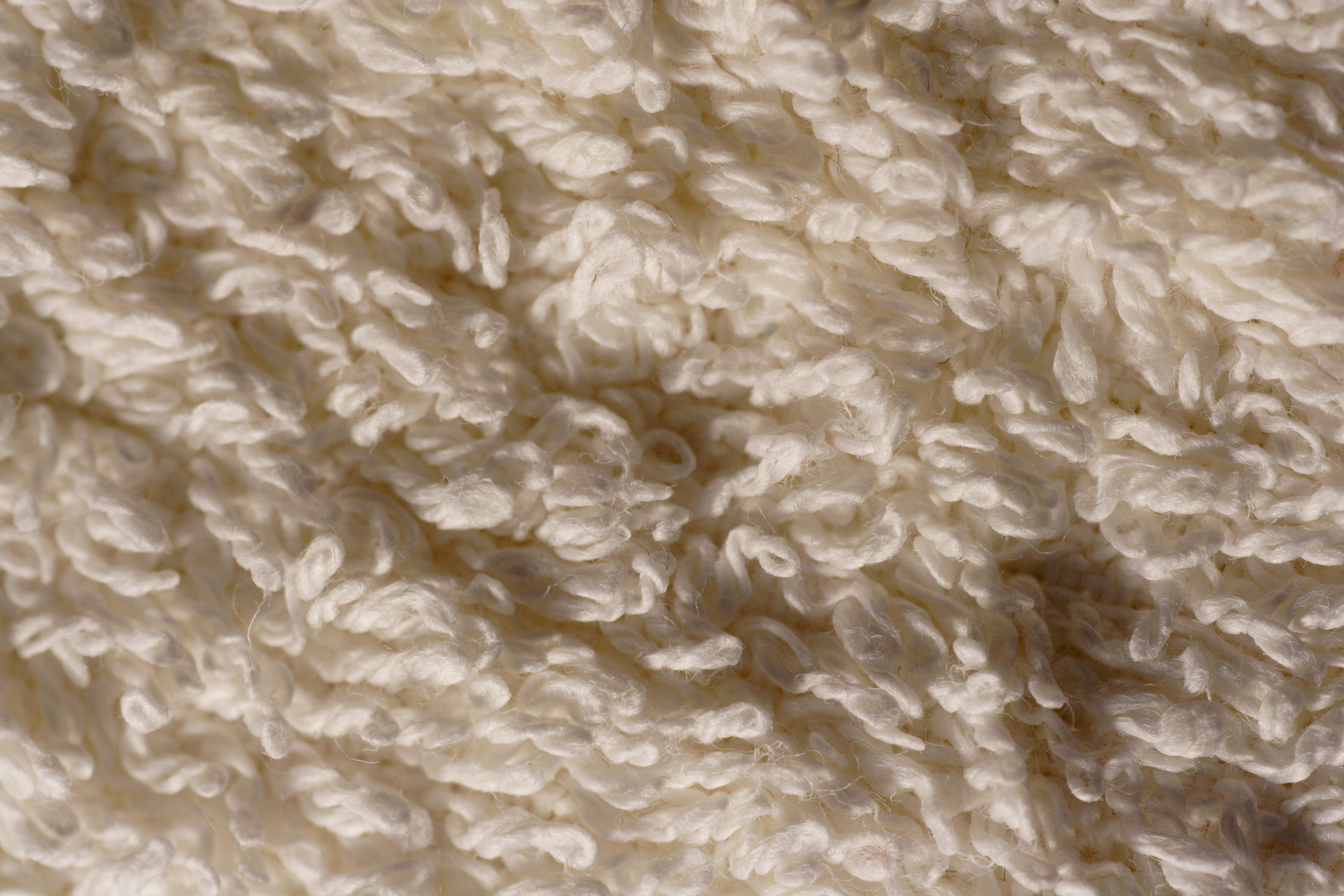
Toalha de veludo (close-up)

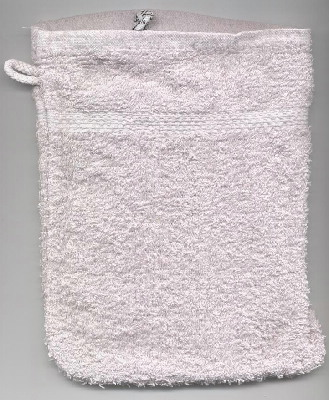
Luva de felpa

Felpa, pano turco, tecido felpudo ou pano de veludo é um tecido têxtil com muitos fios sobressalentes de linha que podem absorver grandes quantidades de água. Pode ser fabricado por tecelagem ou tricô. A primeira produção industrial de toalhas felpudas foi iniciada pelo fabricante inglês Christy em 1850.